# كودي لينلي
كودي مارتن لينلي (بالإنجليزية: Cody Linley)‏ ولد في (20 نوفمبر 1989) في دالاس، تكساس، في الولايات المتحدة الأمريكية. هو ممثل اميركي. واشتهر لدوره في مسلسل هانا مونتانا بدور جيك رايان ولكونه مشاركا في برنامج «الرقص مع النجوم» (الولايات المتحدة موسم 7)، في شراكة مع جوليان هو.

## التمثيل
قام لينلي بأول ظهور له كممثل عام 1994 في الفيلم التلفزيوني ما زال صامدا: أسطورة كاديلاك جاك. وفي وقت لاحق قام بأدوار مساندة في أربعة أفلام صدرت في عام 2000 : كلبي سكيب، أينما يوجد القلب، جوال تكساس ووكر، وميس كونجينياليتي. في عام 2003، وكان لينلي في الفيلم المستقل عند زاكاري بيفر جاء إلى المدينة، وظهر في فيلم تشيبر باي ذا دازين.
فيلم أدوار أخرى تشمل ساعة المطاردة: لا تفكر في ذلك، ريباوند، هوت. هو أيضا كان لها دور في حلقة من ذاتس سو رايفن.
وفي الآونة الأخيرة، وبدا لينلي على قناة ديزني في تسع حلقات هانا مونتانا بدور جيك رايان. لينلي استضافت عام 2008 قناة ديزني ألعاب.
فيلم أدوار أخرى تشمل ساعة والمطاردة: لا نفكرو، الارتدات، والحوت. هو أيضا كان لها دور في حلقة من وهذا الغراب حتى.
وفي الآونة الأخيرة، ظهر لينلي في قناة ديزني في تسع حلقات من هانا مونتانا بدور جيك ريان، وشارك لينلي في تقديم عام 2008 ديزني تشانل غيمز.

## الحياة الشخصية
لينلي يقوم حاليا بصنع فيديوهات على يوتيوب مع روشون فيغان زميله من كامب روك. الاثنان يسميان عرضهما برنامج كو ورو. وفي 14 يونيو 2008، أديا أغنية «ديس مي» في كي كلاب هوليوود كان من المقرر أن يمثل لينلي في فيلم قناة ديزني بعنوان «ستار ستراك» ولكنه تراجع قبل بدء التصوير بأسبوع بسبب صور تسربت عنه وهو يحتفل ويسكر. لينلي هو أيضا عضو في فريق فرسان هوليوود المشاهير لكرة السلة.

## الأفلام والمسلسلات التي اشترك بها
- «لا تنساني» ايلي تشانينج (2009)

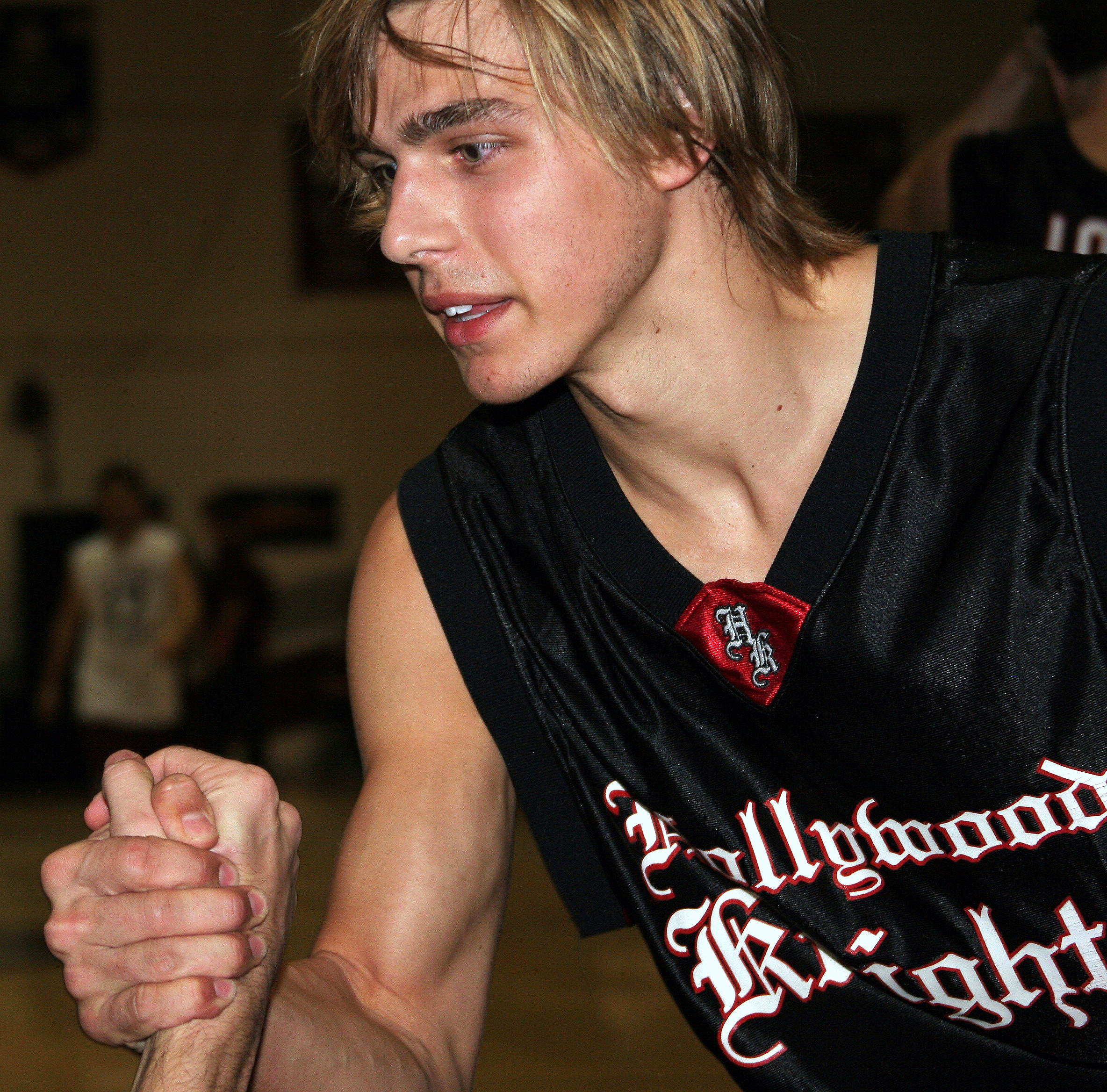
كودي لينلي يمد يده ليساعد زميلا واقعا خلال لعبة هوليوود في فرسانكلاريمونت، كلاريمونت، لوس أنجليس، كاليفورنيا يوم 30 يناير 2010

- «هانا مونتانا» جيك رايان (2006-2009)
- «وهاردي بويز: وسرقة المخفية» جو هاردي (2008)
- «ساعة والمطاردة: لا نفكر و» شون (2007)
- «هووت» البوري الأصابع (2006)
- «الارتداد» لاري بورغيس جونيور (2005)
- «أصداء البراءة» كريستوفر (2005)
- «هذا الغراب حتى» داريل (2004)
- «أرخص من دزينة» كوين (2003)
- «عندما زاكاري بيفر جاء إلى المدينة» كال (2003)
- «وراء المرج، الجزء 2 : القصة الحقيقية لورا إينغلس ايلدر» تشارلي ماغنوسون (2002)
- «ووكر تكساس رينجر» جريفين البابا (1999-2001)
- «ملكة جمال اللطف» صعبة بوي (2000)
- «حيث القلب» جنية سمراء صغيرة (2000)
- «كلب بلدي تابع» يبصقون ماكجي (2000)
- «زالت تحتجز في: أسطورة جاك كاديلاك» الأصغر تومي (1998)